# Grammy Award for Best Mexican/Mexican-American Album

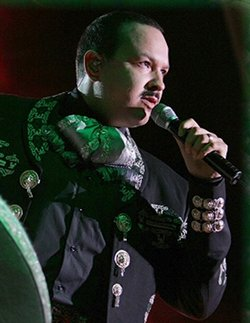
Pepe Aguilar hat den Grammy Award for Best Mexican/Mexican-American Album bisher drei Mal erhalten

Der Grammy Award for Best Mexican/Mexican-American Album, auf Deutsch „Grammy-Auszeichnung für das beste mexikanische/mexikanisch-amerikanische Album“, ist ein Musikpreis, der von 1984 bis 2008 von der amerikanischen Recording Academy im Bereich der mexikanisch-amerikanischen Musik verliehen wurde.

## Geschichte und Hintergrund
Die seit 1959 verliehenen Grammy Awards werden jährlich in zahlreichen Kategorien von der Recording Academy in den Vereinigten Staaten vergeben, um künstlerische Leistung, technische Kompetenz und hervorragende Gesamtleistung ohne Rücksicht auf die Album-Verkäufe oder Chart-Position zu würdigen.
Eine dieser Kategorien war der Grammy Award for Best Mexican/Mexican-American Album. Der Preis wurde zwischen 1984 und 2008 vergeben.
Seit ihrer Erstvergabe wurden in der Preiskategorie mehrere Namensänderungen vorgenommen:
- Von 1984 bis 1991 wurde der Preis als Grammy Award for Best Mexican-American Performance ausgezeichnet
- Von 1992 bis 1994 wurde er unter der Bezeichnung Grammy Award for Best Mexican-American Album vergeben
- 1995 hieß er wieder Grammy Award for Best Mexican-American Performance
- Von 1996 bis 1998 wurde er in Grammy Award for Best Mexican-American/Tejano Music Performance umbenannt
- 1999 erfolgte die Namensänderung in Grammy Award for Best Mexican-American Music Performance
- Und im Jahr 2000 hieß der Preis wieder Grammy Award for Best Mexican-American Performance
- Von 2001 bis 2008 wurde er schließlich Grammy Award for Best Mexican/Mexican-American Album genannt

Im Jahr 2009 wurde die Kategorie aufgeteilt in Grammy Award for Best Norteño Album und Grammy Award for Best Regional Mexican Album.
Der amerikanische Singer-Songwriter Pepe Aguilar hat bisher drei der Auszeichnungen in dieser Kategorie erhalten. Zu den zweimaligen Preisträgern zählen die amerikanische Sängerin Vikki Carr, die Gruppen La Mafia und Los Lobos, Linda Ronstadt und die mexikanischen Sänger Luis Miguel und Joan Sebastian.

## Gewinner und Nominierte
| Jahr | Künstler                           | Nationalität                  | Album                                | Nominierte | Bild des/der Gewinner(s) |
| ---- | ---------------------------------- | ----------------------------- | ------------------------------------ | --- | ------------------------ |
| 1984 | Los Lobos                          | Vereinigte Staaten            | "Anselma"                            | - Vicente Fernández – "La Diferencia" - Juan Gabriel – Todo - Los Bukis – Yo Te Necesito - Chelo Silva – "A Cambio de Qué" |                          |
| 1985 | Sheena Easton und Luis Miguel      | Vereinigtes Königreich Mexiko | "Me Gustas Tal Como Eres"            | - Roberto Carlos – Concavo y Convexo - Yolanda del Río – "Un Amor Especial" - Juan Gabriel – Recuerdos II - Raphael – Eternamente Tuyo |                          |
| 1986 | Vikki Carr                         | Vereinigte Staaten            | Simplemente Mujer                    | - Rocío Dúrcal – Canta a Juan Gabriel - María de Lourdes – Mujer Importante - Los Humildes – 13 Aniversario/13 Album/13 Exitos - Santiago Jiménez Jr. – Santiago Strikes Again - Juan Valentín – 20 Exitos Románticos con Juan Valentín                        |                          |
| 1987 | Flaco Jiménez                      | Vereinigte Staaten            | Ay Te Dejo en San Antonio y Más!     | - Rafael Buendia – Y... Zas! - Steve Jordan – Turn Me Loose - Los Tigres del Norte – El Otro México - Los Yonic’s – Corazón Vacío - Salvador Torres – Unidos Cantemos - Juan Valentín – Juan Valentín                                                          |                          |
| 1988 | Los Tigres del Norte               | Mexiko                        | Gracias!... América... Sin Fronteras | - Antonio Aguilar – 15 Exitos con Tambora, Vol. 2 - Chavela y su Grupo Express – El Rey del Barrio - Little Joe – Timeless - Los Diablos – Celebración |                          |
| 1989 | Linda Ronstadt                     | Vereinigte Staaten            | Canciones de Mi Padre                | - Flaco Jiménez – Flaco's Amigos - Los Bukis – Si Me Recuerdas - Los Freddy’s – Vida Nueva - Los Tigres del Norte – Idolos del Pueblo - Los Yonic’s – "Petalo y Espinas" - José Javier Solís – No Me Olvidarás - Pio Treviño und Majic – Quiero Verte Otra Vez |                          |
| 1990 | Los Lobos                          | Vereinigte Staaten            | La Pistola y El Corazón              | - Los Tigres del Norte – Corridos Prohibidos - Narciso Martínez – The Father of Tex-Mex Conjunto - Emilio Navaira und Rio Band – Emilio Navaira and Rio Band - Peter Ruvalcaba – Amanecer                                                                      |                          |
| 1991 | Texas Tornados                     | Vereinigte Staaten            | "Soy de San Luis"                    | - Vicente Fernández – Las Clásicas de José Alfredo Jiménez - Santiago Jiménez Jr. – Familia y Tradición - Los Diablos – Nuestro Tiempo - Mazz – "Amor con Amor"                                                                                                |                          |
| 1992 | Little Joe                         | Vereinigte Staaten            | 16 de Septiembre                     | - La Sombra – Porque Te Quiero - Los Tigres del Norte – Para Adoloridos - Mazz – Para Nuestra Gente |                          |
| 1993 | Linda Ronstadt                     | Vereinigte Staaten            | Mas Canciones                        | - Los Diablos – Un Nuevo Comienzo - Los Tigres del Norte – Con Sentimiento y Sabor - Emilio Navaira – Unsung Highways - Mingo Saldivary y sus Tremendos Cuatro Espadas – I Love My Freedom, I Love My Texas                                                    |                          |
| 1994 | Selena                             | Vereinigte Staaten            | Selena Live!                         | - Vicente Fernández – Lástima Que Seas Ajena - Santiago Jiménez Jr. – Corazón de Piedra - Little Joe – ¿Qué Pasó? - Pedro Fernández – Lo Mucho que te Quiero - Los Tigres del Norte – La Garra De...                                                           |                          |
| 1995 | Vikki Carr                         | Vereinigte Staaten            | Recuerdo a Javier Solís              | - Ramón Ayala und Los Bravos del Norte – Dime Cuando Volverás - Vicente Fernández – Recordando a Los Panchos - La Diferenzia – La Diferenzia - Pedro Fernández – Mi Forma de Sentir - Los Terribles del Norte – El Bronco - Selena – Amor Prohibido            |                          |
| 1996 | Flaco Jiménez                      | Vereinigte Staaten            | Flaco Jiménez                        | - Ramón Ayala y Sus Bravos del Norte – Lágrimas - Juan Gabriel – El México Que Se Nos Fué - Jaime y los Chamacos – ...No Se Cansan! - La Mafia – Éxitos En Vivo                                                                                                |                          |
| 1997 | La Mafia                           | Vereinigte Staaten            | Un Millón de Rosas                   | - Ramón Ayala y sus Bravos del Norte – Arráncame el Corazón - Fandango USA – 10th Anniversary - Vicente Fernández – Vicente Fernández y sus Canciones - Jaime y los Chamacos – En Vivo... Puro Party Live!                                                     |                          |
| 1998 | La Mafia                           | Vereinigte Staaten            | En Tus Manos                         | - Ramón Ayala y sus Bravos del Norte – En las Alas de un Ángel/Despedimos a Cornelio Reyna - Alejandro Fernández – Muy Dentro de Mi Corazón - Pedro Fernández – Un Mundo Raro - Lizza Lamb – Destino - Los Tigres del Norte – Jefe de Jefes                    |                          |
| 1999 | Los Super Seven                    | Vereinigte Staaten            | Los Super Seven                      | - Ramón Ayala y sus Bravos del Norte – Casas de Madera - Vicente Fernández – Entre el Amor y Yo - La Mafia – Euforia - Los Terribles del Norte – Colgado de Un Arbol                                                                                           |                          |
| 2000 | Plácido Domingo                    | Spanien                       | 100 Años de Mariachi                 | - Pepe Aguilar – Por el Amor de Siempre - Alejandro Fernández – Mi Verdad - Vicente Fernández – Vicente Fernández y los Más Grandes Éxitos de Los Dandys - Julio Preciado – Que Puedo Hacer Por Ti - La Mafia – Momentos                                       |                          |
| 2001 | Pepe Aguilar                       | Vereinigte Staaten            | Por Una Mujer Bonita                 | - Ramón Ayala y Sus Bravos del Norte – Quémame Los Ojos - Julio Preciado – Como Este Loco - Vicente Fernández – Lobo Herido - Grupo Atrapado – Atrapando Tu Corazón - Los Terribles del Norte – Décimo Aniversario                                             |                          |
| 2002 | Ramón Ayala y sus Bravos del Norte | Mexiko                        | En Vivo... El Hombre y su Música     | - Pepe Aguilar – Lo Mejor de Nosotros - Vicente Fernández – Más con el Número Uno - Grupo Atrapado – Muévete, Muévete Más - La Mafia – Contigo - Los Terribles del Norte – Sangre Caliente                                                                     |                          |
| 2003 | Joan Sebastian                     | Mexiko                        | Lo Dijo el Corazón                   | - Banda el Recodo de Don Cruz Lizárraga – No Me Sé Rajar - Intocable – Sueños - Julio Preciado – Arriba mi Sinaloa - Jennifer Peña – Libre - Los Tucanes de Tijuana – Jugo a la Vida                                                                           |                          |
| 2004 | Joan Sebastian                     | Mexiko                        | Afortunado                           | - Bronco El Gigante de América – Siempre Arriba - Intocable – Nuestro Destino Estaba Escrito - Los Tigres del Norte – La Reina del Sur - Los Tucanes de Tijuana – Imperio                                                                                      |                          |
| 2005 | Intocable                          | Vereinigte Staaten            | Intimamente                          | - Ramón Ayala y sus Bravos del Norte – Títere en Tus Manos - Banda El Recodo de Don Cruz Lizárraga – Por Tí - Rocío Dúrcal – Alma Ranchera - Los Temerarios – Veintisiete                                                                                      |                          |
| 2006 | Luis Miguel                        | Mexiko                        | México En La Piel                    | - Ramón Ayala y sus Bravos del Norte – Ya No Llores - Mariachi Los Camperos de Nati Cano – ¡Llegaron Los Camperos!: Concert Favorites - Intocable – X - Las 3 Divas – Las 3 Divas                                                                              |                          |
| 2007 | Pepe Aguilar                       | Vereinigte Staaten            | Historias de Mi Tierra               | - Ana Bárbara – No Es Brujería - Mariachi Sol de México – 25 Aniversario - Pablo Montero – A Toda Ley - Julio Preciado – Mi Tributo a Juan Gabriel - Alicia Villarreal – Orgullo de Mujer                                                                      |                          |
| 2008 | Pepe Aguilar                       | Vereinigte Staaten            | 100% Mexicano                        | - Cristian Castro – El Indomable - Vicente Fernández – Para Siempre - Paquita la del Barrio – Puro Dolor - Sones de México Ensemble Chicago – Esta Tierra es Tuya (This Land is Your Land)                                                                     |                          |